# 沙希河
沙希河（Shashe River），又译作沙谢河，是林波波河的一条支流。河流流经博茨瓦纳的弗朗西斯敦，并在博茨瓦纳、津巴布韦和南非三国交界处注入林波波河。
沙希河是一条时令河，水量少，易断流。